# Aktiengesellschaft
Aktiengesellschaft (IPA: aktsiəngəzεlʃaft; аббревиатура AG) — это немецкий термин, означающий юридическое лицо в форме акционерного общества. 
Термин широко применяется в государствах и странах, таких как Германия, Австрия и Швейцария, Дания и тому подобное, например Nord Stream Aktiengesellschaft (Nord Stream AG).

## Значение слова
При литературном переводе составные элементы термина могут быть прозрачно переведены на русский язык: Aktien означает акции, а Gesellschaft означает общество (компания).

## Законодательная база
Законодательной базой для компаний с организационно-правовой формой AG в Федеративной Республике Германия является специальный закон Aktiengesetz (сокращённо AktG). В Австрийской Республике есть аналогичный закон. В Швейцарской Конфедерации — Obligationenrecht (OR). В соответствии с положениями закона все компании обязаны указывать свою форму собственности (с указанием ограничения ответственности) в своём названии. Все немецкие и австрийские компании с организационно-правовой формой AG имеют Aktiengesellschaft или AG как часть (обычно суффикс, хотя бывает и в иной форме, например Aktiengesellschaft Kühnle, Kopp & Kausch) в своём названии.

## Уставный капитал
Уставный капитал AG должен составлять не менее 50 тыс. евро, на момент регистрации должно быть внесено не менее 25 % от этой суммы. Та часть уставного капитала, которая оплачивается в виде имущества или имущественных прав, должна быть внесена на момент регистрации в полном размере.
Уставный капитал AG разбит на акции. Минимальная стоимость акции определяется в 50 евро. При первичном размещении их стоимость не может быть меньше номинальной.

## Структура
Немецкие компании с правовой формой AG имеют «трёхзвенную» структуру управления, включающую в себя общее собрание акционеров (Hauptversammlung), наблюдательный совет (Aufsichtsrat) и правление (Vorstand).
Общее собрание акционеров решает наиболее важные вопросы деятельности общества. Ежегодно оно обязано оценивать работу членов наблюдательного совета и правления.
Наблюдательный совет должен состоять минимум из трёх человек (председателя и двух заместителей). Наблюдательный совет, как правило, состоит из представителей акционеров, хотя сотрудники компании также могут иногда быть представлены в нём — это зависит от размера компании. Члены наблюдательного совета не могут быть одновременно членами правления и их заместителями. Основные функции наблюдательного совета: назначение членов правления, контроль за их деятельностью, проверка документов, кассы, бухгалтерских книг. Проверка со стороны наблюдательного совета производится как с точки зрения правомерности того или иного действия, так и с точки зрения его целесообразности. Наблюдательный совет также определяет компенсационные выплаты членам правления.
Правление непосредственно управляет компанией и представляет её интересы. Оно назначается наблюдательным советом на срок не более 5 лет (хотя допускается повторное переизбрание, но не более, чем на 5 лет). Кроме текущего руководства, на правление возложена функция созыва ежегодного собрания акционеров. Раз в квартал правление обязано отчитываться перед наблюдательным советом.

## Схожие организационно-правовые формы
В следующих странах существуют похожие организационно-правовые формы:
- Белоруссия (Адкрытае акцыянернае таварыства, ААТ).
- Дания (Aktieselskab, A/S);
- Италия (Società per Azioni, S.p.A.);
- Казахстан (Акционерлік қоғам, АҚ);
- Латвия (Аксiju sabiedrība, AS);
- Литва (Akcinė bendrovė, AB);
- Норвегия (Aksjeselskap, AS);
- Россия (Акционерное Общество, AO);
- Сербия (Аkcionarsko društvo, a.d.);
- Словакия (Akciová spoločnosť, a.s.);
- Украина (Публічне акціонерне товариство, ПАТ);
- Финляндия (Osakeyhtiö, OY);
- Чехия (Akciová společnost, a.s.);
- Швеция (Aktiebolag, AB).

Все они более или менее могут быть переданы в литературном переводе на немецкий язык, как «Aktiengesellschaft» (Акционерное общество), хотя и отличаются в соответствии с местным законодательством (например, итальянское S.p.A. ближе к французскому S.A., чем к германскому AG).
В США применяется термин «публичная компания.» В Соединённом Королевстве применяется термин PLC. В большинстве других стран применяется термин S.A..